# Муатетема Ривас, Кандидо
Кандидо Муатетема Ривас (исп. Cándido Muatetema Rivas; 20 февраля 1960, д. Батете, близ Лубы, Испанская Гвинея — 16 июня 2014, Берлин, Германия) — государственный деятель Экваториальной Гвинеи, премьер-министр (2001—2004).

## Биография
Получил высшее образование в области финансов и бухгалтерского учета, окончив кубинский Университет Пинар-дель-Рио с присвоением ученой степени в области государственного управления и финансов. До 1991 года являлся главным бухгалтером в компании CODIGET.
- 1992—1994 гг. — глава казначейства Экваториальной Гвинеи,
- 1994—1996 гг. — государственный секретаря по делам молодежи и спорта,
- 1996—2001 гг. — заместитель Генерального секретаря Демократической партии Экваториальной Гвинеи (PDGE). Избирался депутатом Палаты народных представителей Экваториальной Гвинеи и заместителем её председателя,
- 2000—2001 гг. — вице-президент экономической комиссии Торгово-экономический союза стран Центральной Африки (CEMAC),
- 2001—2004 гг. — премьер-министр Экваториальной Гвинеи. В его кабинете было 50 министерских постов, больше, чем в любой другой стране в мире.

С мая 2005 до своей смерти в 2014 году — чрезвычайный и полномочный посол Республики Экваториальная Гвинея в Федеративной Республике Германии.
Умер 16 июня 2014 года в Берлине, Германия, в возрасте 54 лет.